# دان سوارتز
دان سوارتز (بالإنجليزية: Dan Swartz)‏ مواليد 23 ديسمبر 1934 في أوينغسفيل - الوفاة 03 أبريل 1997، كان لاعب كرة سلة أمريكي. بدأ مسيرته الاحترافية في سنة 1959. تم اختياره من قبل فريق بوسطن سيلتكس خلال الدرافت. حمل الرقم 12. بلغ طوله 6 قدم 4 بوصة (1.9 م). حقق المركز الأول في دورة الألعاب الأمريكية 1959. اعتزل اللعب في 1963.

## الميداليات
| الميدالية | المسابقة                    |
| --------- | --------------------------- |
| ذهبية     | دورة الألعاب الأمريكية 1959 |

## روابط خارجية
- دان سوارتز على موقع إن بي أي (الإنجليزية)
- دان سوارتز على موقع سبورتس رفرنس (الإنجليزية)
- دان سوارتز على موقع كلية كرة السلة في سبورتس رفرنس.كوم (الإنجليزية)
- دان سوارتز على موقع ريلجم (الإنجليزية)
- دان سوارتز على موقع بروبوليرز (الإنجليزية)